# The Game Warden
The Game Warden è un cortometraggio muto del 1913 diretto da J.P. McGowan che aveva come interpreti Stuart Holmes, Earle Fox e Irene Boyle.

## Trama
Senza grandi contatti con il mondo esterno, Heck Thompson, un giovane montanaro, vive liberamente, al di fuori di ogni regolamento. Così, quando vede in giro degli avvisi che limitano le sue libertà, li prende come degli insulti personali e ne fa carta straccia, continuando a cacciare e a comportarsi a modo suo. Il giovane viene arrestato e per uscire di prigione deve pagare una multa. Ora Heck è furibondo e progetta di vendicarsi. Alice, la fidanzata, cerca di calmarlo, ma non ha successo. La ragazza decide, allora, di andare ad avvisare il funzionario responsabile del pericolo che potrebbe correre, ma quando lo raggiunge, lo deve assistere perché l'uomo si è appena rotto una gamba per un incidente. La capanna dove trovano rifugio prende fuoco e i due devono scappare. Intanto Heck, ritornato dalla caccia senza aver trovato il suo nemico, viene avvisato di dove questi si trova. Quando lo trova, invece di vendicarsi, aiuta il ferito e impara che forse è meglio farselo amico piuttosto che combatterlo.

## Produzione
Il film, prodotto dalla Kalem Company, venne girato a Jacksonville, in Florida.

## Distribuzione
Distribuito dalla General Film Company, il film - un cortometraggio in una bobina - uscì nelle sale cinematografiche statunitensi il 14 febbraio 1913. Nelle proiezioni, veniva programmato con il sistema dello split reel, accorpato in un'unica bobina con un altro cortometraggio prodotto dalla Kalem, la commedia Trixie and the Press Agent.